# Numedalslågen
El riu Numedalslågen és un important riu del sud-est de Noruega, que discorre pels comtats de Vestfold i Buskerud. Amb un curs de 359 km, és un dels rius més llargs del país. Comença a l'altiplà de Hardangervidda i desemboca a les aigües del Skagerrak a Larvik (Vestfold). Al curs alt del Numedalslågen s'han construït una sèrie de centrals hidroelèctriques.
El Numedalslågen es coneix per ser un bon lloc per a la pesca del salmó, encara que s'ha trobat recentment en les seves aigües un paràsit (conegut com a Gyrodactylus Salaris) que podria ser una amenaça per a les seves reserves. A més, al riu s'hi poden pescar la truita, l'anguila i el lluç de riu.
El riu travessa els municipis de Larvik, Lardal, Kongsberg, Flesberg, Rollag i Nore og Uvdal. Aquests municipis cooperen en l'administració i ús dels recursos relacionats amb el riu en diversos projectes sota la marca «Grønn Dal» ("Vall Verda").

## Etimologia
El riu rep el seu nom de la vall de Numedal, ja que el sufix «-lågen» és la forma finita que deriva de låg (en noruec lǫgr m) «aigua, riu». Però atès que el vell nom original del riu era Nauma, la vall rep el seu nom d'aquest (compari amb Gudbrandsdalslågen).